# 康纳·亨利
康纳·亨利（英語：Conner Henry，1963年7月21日—），美国NBA联盟前职业篮球运动员。他在1986年的NBA选秀中第4轮第19顺位被休斯顿火箭选中。